# Staromyschastowskaja
Staromyschastowskaja (russisch Старомышастовская) ist eine Staniza in der Region Krasnodar in Russland mit 10.610 Einwohnern (Stand 14. Oktober 2010).

## Geographie
Der Ort liegt etwa 35 km Luftlinie nordnordöstlich des Regionsverwaltungszentrums Krasnodar am Kotschety, gut 10 km oberhalb seiner Mündung bei Medwedowskaja in den Kirpili, einen Zufluss des Asowschen Meeres.
Staromyschastowskaja gehört zum Rajon Dinskoi und befindet sich knapp 20 km nordwestlich von dessen Verwaltungszentrum Dinskaja. Die Staniza ist Sitz der Landgemeinde Staromyschastowskoje selskoje posselenije, zu der außerdem die Weiler (chutor) Gorlatschiwka (2 km nordöstlich), Nowy (5 km südöstlich) und Wostotschny (5 km nordöstlich) gehören.

## Geschichte
1794 wurde von aus der Saporoger Sitsch umgesiedelten Kosaken die Kurinsiedlung Myschastowskaja gegründet, etwa 40 km südwestlich, näher zum Kuban an Stelle der heutigen Staniza Nowomyschastowskaja gelegen. Spätestens 1810 erfolgte die Verlegung an die heutige Stelle; trotzdem gilt 1794 zumeist als Gründungsjahr. 1823 wurde die ursprüngliche Ortslage wieder besiedelt und erhielt zur Unterscheidung den Namen Nowomyschastowskoje („Neu-Myschastowskoje“), während die Hauptsiedlung, obwohl später entstanden, nun Staromyschastowskoje („Alt-Myschastowskoje“) genannt wurde, ab der Verleihung des Status einer Staniza 1842 unter der heutigen Namensform.

### Bevölkerungsentwicklung
| Jahr | Einwohner |
| ---- | --------- |
| 1939 | 7.678     |
| 1959 | 7.526     |
| 1979 | 9.445     |
| 2002 | 10.489    |
| 2010 | 10.610    |

Anmerkung: Volkszählungsdaten

## Verkehr
Westlich außerhalb von Staromyschastowskaja liegt die Station Myschastowka bei Kilometer 37 (ab Krasnodar, entsprechend Kilometer 1587 ab Moskau) der seit 1972 elektrifizierten Eisenbahnstrecke (Rostow am Don –) Bataisk – Krasnodar, die auf diesem Abschnitt ursprünglich 1914 als Teil der Verbindung Krasnodar (damals Jekaterinodar) – Primorsko-Achtarsk (Station Achtari) in Betrieb gegangen und ab den 1960er-Jahren zur Hauptstrecke ausgebaut worden war.
Entlang der Bahnstrecke verläuft die Regionalstraße 03K-001 von Krasnodar nach Jeisk (ehemals R268 nach Bataisk). Durch die Staniza führt von dort die 03N-190, eine Querverbindung zur föderalen Fernstraße M4 Moskau – Krasnodar – Noworossijsk beim Rajonzentrum Dinskaja.